# فهرست انجمن‌های پرستاری
این فهرست شامل سازمان‌ها و انجمن‌های ایرانی، بین‌المللی و دیگر کشورها می‌باشد.
| نام سازمان/انجمن              | سال تأسیس | مقر   | نشان  | وبگاه |
| ----------------------------- | --------- | ----- | ----- | ----- |
| انجمن پرستاری ایران           | ۱۳۶۹      | تهران | وبگاه |       |
| انجمن علمی پرستاری ایران      | ۱۳۸۸      | تهران | وبگاه |       |
| انجمن علمی پرستاران قلب ایران | ۱۳۸۰      | تهران | وبگاه |       |
| جمعیت اسلامی پرستاران ایران   | ۱۳۸۲      | تهران | وبگاه |       |
| سازمان نظام پرستاری ایران     | ۱۳۸۳      | تهران | وبگاه |       |